# Open GDF SUEZ de Bretagne 2012
L'Open GDF SUEZ de Bretagne 2012 è stato un torneo di tennis facente parte della categoria ITF Women's Circuit nell'ambito dell'ITF Women's Circuit 2012. Il torneo si è giocato a Saint-Malo in Francia dal 17 al 23 settembre 2012 su campi in terra rossa e aveva un montepremi di $25,000.

## Vincitori

### Singolare
Maryna Zanevs'ka ha battuto in finale  Estrella Cabeza Candela con il punteggio di 6–2, 6(5)–7, 6–0.

### Doppio
Pemra Özgen /  Al'ona Sotnikova hanno battuto in finale  Aleksandrina Najdenova /  Teliana Pereira con il punteggio di 6–4, 7–6(6).